# John Jacob Crew Bradfield

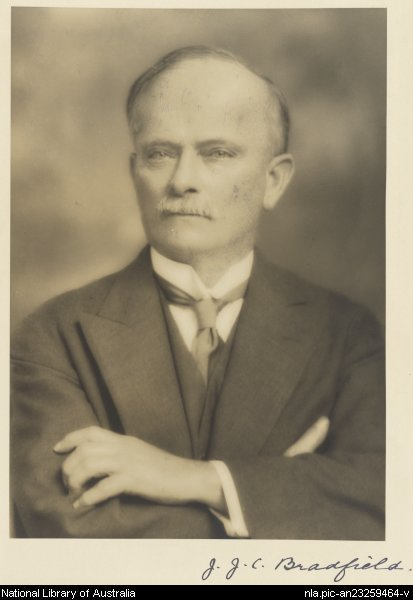
John Bradfield

John Jacob Crew Bradfield, oft John Job Crew Bradfield genannt, (* 26. September 1867 in Sandgate, Queensland; † 23. September 1943 in Gordon, New South Wales) war ein australischer Bauingenieur und verantwortlich für den Bau der Sydney Harbour Bridge.

## Herkunft und Ausbildung
Sein Vater, John Edward Bradfield, war ein Veteran des Krimkriegs, der 1857 von England nach Brisbane auswanderte. Seine Mutter war Maria Crew. John Bradfield besuchte die Schule in Ipswich (Queensland), bevor er an der University of Sydney Bauingenieurwesen studierte. 1889 schloss er sein Studium mit einem Bachelor of Engineering ab, wobei er die Goldmedaille der Universität für seine akademischen Leistungen erhielt. Im Jahr 1896 erwarb er seinen Master of Engineering, ebenfalls mit Bestnoten und einer weiteren Auszeichnung der Universität.
Bradfield war der erste Student, der 1924 den Doktorgrad (D.Sc.) in Ingenieurwesen der University of Sydney erlangte. Seine Dissertation trug den Titel „The City and Suburban Electric Railways and the Sydney Harbour Bridge“ und befasste sich mit elektrifizierten Eisenbahnsystemen und der Sydney Harbour Bridge.
Im Jahr 1910 bewarb sich Bradfield für eine Professur für Ingenieurwesen an der University of Queensland, blieb jedoch erfolglos.

## Karriere als Ingenieur

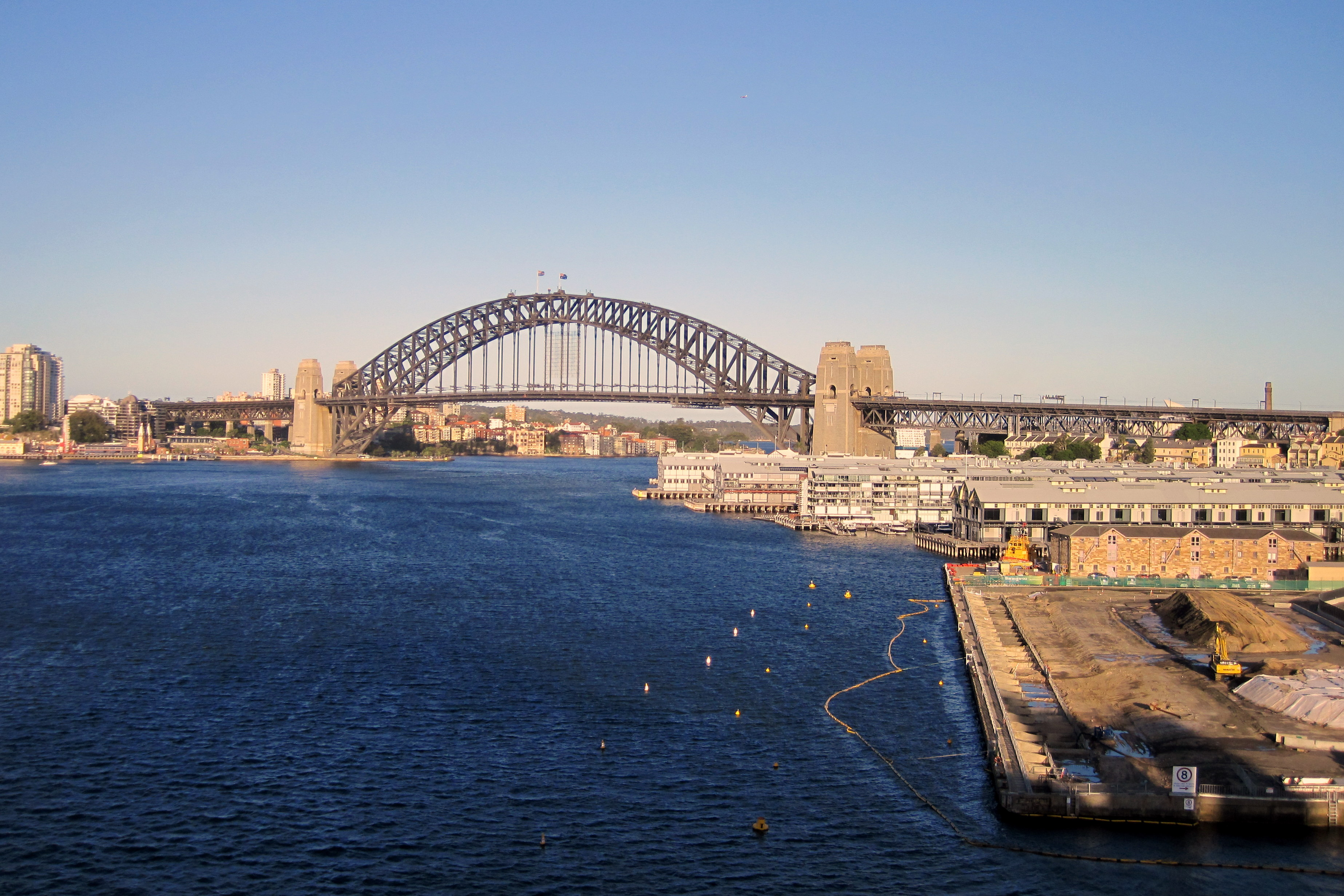
Sydney Harbour Bridge

1889 bis 1891 arbeitete er für als technischer Zeichner und Entwurfsplaner für die Eisenbahn von Queensland, danach war er im Amt für öffentliche Arbeiten von New South Wales.
1891 heiratete er Edith Jenkins, mit der er sechs Kinder hatte.
1909 wurde er Assistant Engineer. 1912 wurde er Chefingenieur der städtischen Eisenbahn in Sydney, nachdem er einen Entwurf für die geplante Hafenbrücke in Sydney eingereicht hatte (als Hängebrücke). 1914 studierte er städtische Eisenbahnsysteme auf einer Auslandsreise und 1915 legte einen Bericht mit einem großangelegten Entwurf für die Eisenbahnsysteme Sydneys und die Elektrifizierung der lokalen Verbindungen zu den Vororten vor, für ein U-Bahn-System und die schon länger geplante Hafenbrücke. Das wurde durch den Ersten Weltkrieg zunächst verzögert. Im Ersten Weltkrieg gründete er mit zwei anderen eine zivile Flugschule. 1922 wurden die Pläne für die Hafenbrücke von Sydney genehmigt und danach Firmen in einer Ausschreibung aufgefordert, Entwürfe einzureichen. Von seinen Plänen für das Eisenbahnsystem in Sydney wurden aber nur Teile verwirklicht (zum Beispiel das U-Bahn-Projekt im Geschäftszentrum, der sogenannte City Circle, 1923 begonnen und 1955 vollendet).
Die Hafenbrücke sollte vier Fahrbahnen für Automobile und zwei Eisenbahnlinien tragen sowie einen Fußgängerweg. Die Brücke stellte die Verbindung zum Norden der Stadt (Northern Beaches) her. Den Wettbewerb für den Entwurf und Bau der Brücke gewann die Firma Dorman Long (Tragwerksplaner war Ralph Freeman). Der Bau begann 1924 und sie wurde 1932 eröffnet. Nach dem Zweiten Weltkrieg erwies sich die Straßenbahnverbindung dorthin aber als überflüssig wegen des Aufkommens des Autoverkehrs, so dass stattdessen auf der Brücke neue Autofahrbahnen eingerichtet wurden. Die Hauptstraßenverbindung der Brücke wurde nach ihm benannt (Bradfield Highway).
1930 wurde er überraschend von der Eisenbahnverwaltung in den Ruhestand geschickt, die Regierung von New South Wales beschäftigte ihn aber weiter und er hatte auch weiter die Aufsicht über den Bau der Hafenbrücke. 1933 ging er in den Ruhestand und arbeitete als beratender Ingenieur.
Anfang des 20. Jahrhunderts war er mit Dammbau befasst (Cataract Dam bei Sydney, Burrinjuck Dam) und er war beratender Ingenieur der Story Bridge in Brisbane. Er entwarf die Bahnstation Circular Quay in Sydney, die aber erst lange nach seinem Tod gebaut wurde. Sein 1938 veröffentlichter Plan für die Umleitung einiger Küstenflüsse in Queensland auf die Westseite der großen Wasserscheide wurde nicht verwirklicht.

## Kontroverse um die Frage des Urhebers des Tragwerkkonzepts der Sydney Harbour Bridge
1929 kam eine Kontroverse auf, als der Sydney Morning Herald in einer Reihe von Artikeln Ralph Freeman von Dorman Long als Entwurfsingenieur der Brücke nannte. Der Bauminister und Ingenieur Richard Thomas Ball (1857–1937) meinte in einer Stellungnahme, dass es schwierig wäre festzulegen was mit Entwurf der Brücke (Designer) gemeint sei und er hier von einem gemeinsamen Werk sprechen würde. Auf Anfrage äußerte sich auch Bradfield dazu. Von ihm stamme der Kragträger-Entwurf den das staatliche Komitee 1913 empfahl und der folgende Entwurf einer Bogenbrücke von 1650 Fuß Spannweite. Freeman wäre nicht der Entwurfsingenieur, die Brücke wäre vielmehr aufgrund seiner Empfehlungen von den Wettbewerbern ausgeführt worden. Die Frage des Urhebers (Tragwerkplaners) wurde nie eindeutig in der öffentlichen Diskussion gelöst. So meinte sein Amtschef als Bradfield 1933 in den Ruhestand ging, dass Bradfield ohne Zweifel Urheber des Entwurfs sei, aber die Baufirma Dorman Long drohte 1932 mit einer Klage, falls Bradfield auf einer Plakette an der Brücke als Urheber des Tragwerkenwurfs genannt würde. In den Veröffentlichungen in den Proceedings der Institution of Civil Engineers zur Brücke 1934 gibt es sowohl Aufsätze von Bradfield (der Hauptaufsatz, in dem auch das zugehörige Verkehrssystem beschrieben wird) als auch von Freeman und Lawrence Ennis, der Detailpläne ausarbeitete, über die Errichtung der Brücke und die Herstellung der Stahlkonstruktion und von Freeman allein über den Entwurf des Tragwerks und der Gründung. Außerdem von den Ingenieuren John Freeman Pain und Gilbert Roberts zur Berechnung der Stahlkonstruktion.

## Ehrungen
1933 erhielt er die Peter Nicole Russell Memorial Medal des australischen Ingenieursverband (Institution of Civil Engineers), den er 1919 gründete. Im selben Jahr 1933 wurde er Companion des Order of St Michael and St George und 1934 erhielt er die Telford Gold Medal der Institution of Civil Engineers in Großbritannien. 2007 erhielt er den Lifetime Achievement Award des Queensland Institute of Engineers.

## Schriften
- John Bradfield: The Sydney Harbour Bridge and Approaches, Minutes of the Proceedings of the Institution of Civil Engineers, Band 238, 1934, S. 310–401